# Antocha flavidula
Antocha flavidula är en tvåvingeart som beskrevs av Alexander 1936. Antocha flavidula ingår i släktet Antocha och familjen småharkrankar. Inga underarter finns listade i Catalogue of Life.